# Kizljar (Dagestan)
Kizljar (Russisch: Кизляр) is een stad in de Zuid-Russische republiek Dagestan. Kizljar ligt in de delta van de Terek, niet ver van de Tsjetsjeense grens. De stad telde in 2004 ongeveer 48.600 inwoners. Qua inwoneraantal is Kizljar de zesde stad van Dagestan.
De plaats Kizljar werd voor het eerst in 1609 genoemd, uit 1652 dateert de eerste vermelding van de vestiging van de Terek-kozakken in Kizljar; deze nederzetting werd verwoest tijdens de overstroming van 1725. In 1735 werd begonnen met de bouw van een Russische militaire versterking, waarmee Kizljar aan de Terek een plaats van betekenis werd. In 1785 kreeg het stadsrechten.
Kizljar werd in 1922 een deel van de Autonome Republiek Dagestan, vanaf 1937 ressorteerde de stad onder Vladikavkaz. Tussen 1944 en 1957 viel Kizljar onder de oblast Grozny. In 1957 werd het opnieuw een deel van Dagestan.
In Kizljar werd in 1805 een school voor wijnbouw geopend, de eerste wijnbouwschool in heel Rusland. Sinds 1885 was er een instituut voor wijn en cognac gevestigd. Het streekmuseum is genoemd naar generaal Pjotr Bagration.

## In Kizljar geboren
- Pjotr Bagration (1765-1812), generaal

Bestuurlijk centrum: Machatsjkala

Steden: Boejnaksk · Chasavjoert · Dagestanskieje Ogni · Derbent · Izberbasj · Joezjno-Soechokoemsk · Kaspiejsk · Kiziljoert · Kizljar

Districten: Achtynski · Achvachski · Agoelski · Akoesjinski · Babajoertovski · Boejnakski · Botlichski · Chasavjoertovski · Chivski · Choenzachski · Dachadajevski · Derbentski · Dokoezparinski · Gergebilski · Goembetovski · Goenibski · Kajakentski · Kajtagski · Karaboedachkentski · Kazbekovski · Kiziljoertovski · Kizljarski · Koelinski · Koemtorkalinski · Koerachski · Lakski · Levasjinski · Magaramkentski · Nogajski · Novolakski · Oentsoekoelski · Roetoelski · Sergokalinski · Sjamilski · Soelejman-Stalski · Tabasaranski · Taroemovski · Tljaratinski · Tsjarodinski · Tsoemadinski · Tsoentinski